# Pizza frita

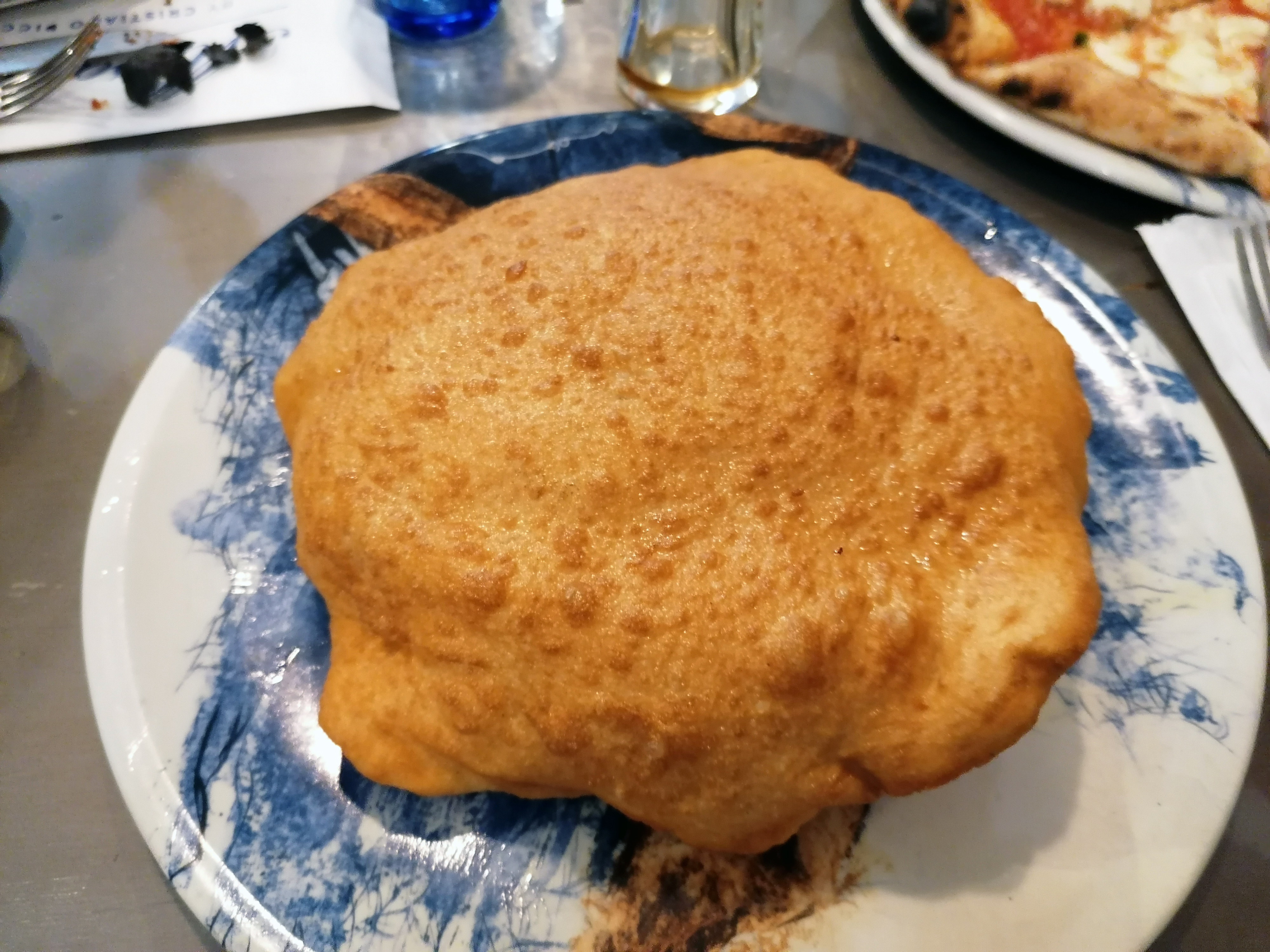
Pizza frita en Roma

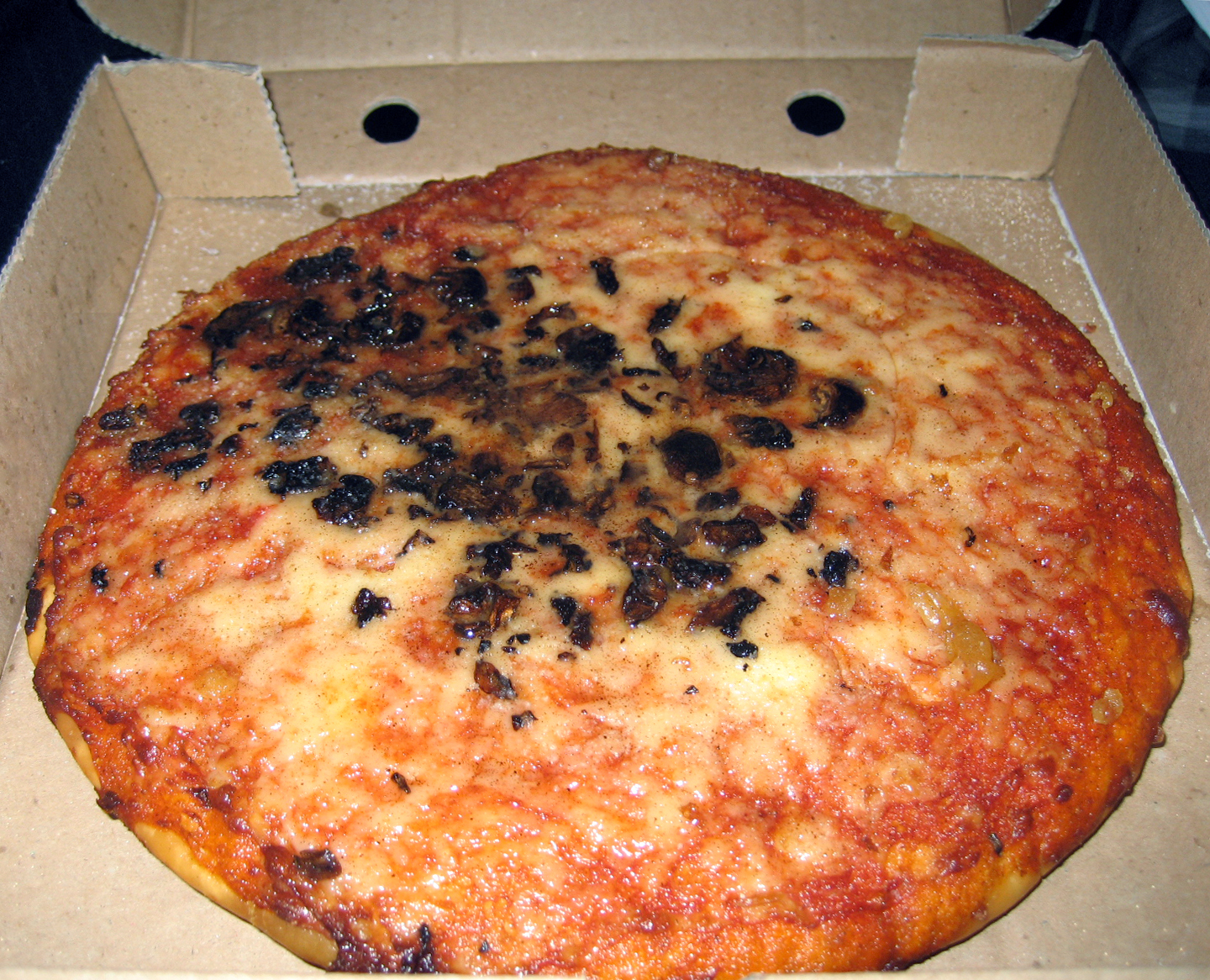
Pizza frita de champiñones de Guido's Fast Foods, Shawlands, Glasgow

La pizza frita (en italiano pizza fritta; en inglés deep-fried pizza) es un plato italiano que consiste en una pizza que, en lugar de hornearse, se fríe, lo que le da un sabor y un perfil nutricional diferentes. Esta técnica es conocida tanto en Italia como en Escocia, pero existen numerosas diferencias entre las variantes italiana y escocesa, que probablemente se desarrollaron de forma independiente.

## Italia
La pizza frita se originó en Nápoles, y generalmente se prepara friendo un disco de masa de pizza antes de cubrirlo con los ingredientes y servirlo. Como alternativa, el relleno puede envolverse en una bolsa de masa, como un calzone, que luego se fríe. Freír permite preparar una pizza sin horno, por ejemplo, en un puesto de comida callejera, donde un horno no es práctico.

## Escocia
La pizza frita es común en las freidurías de Escocia. La base es una pizza económica, fresca o congelada, lista para hornear, que consiste en una base gruesa precocida con ingredientes ya aplicados. Esta se fríe hasta quedar crujiente. El plato puede servirse como pizza supper (con patatas fritas) o individual (sin patatas), en porciones enteras y medias. El plato puede servirse con sal y vinagre, o con salt and sauce en Edimburgo y alrededores, según la costumbre de las freidurías locales.
Esta pizza se fríe sin rebozado, aunque existe otra variante conocida como pizza crunch que consiste en media pizza o una porción de pizza rebozada y frita, que se puede servir con patatas fritas como una pizza crunch supper.